# Regresja (czytanie)
Regresja – w metodyce szybkiego czytania zjawisko polegające na wykonywaniu wstecznych fiksacji do fragmentów tekstu już przeczytanych. Praktycy i badacze szybkiego czytania zgodnie uznają ją za jedną z głównych przeszkód w zwiększeniu tempa czytania.
Regresje implikuje brak koncentracji. Doświadczenia pokazują, że minimalizacja ilości regresji nie wpływa na poziom rozumienia tekstu, jednocześnie zwiększając szybkość czytania.
Ćwiczenie eliminujące regresje polega na podążaniu wzrokiem za wskaźnikiem (palec, ołówek, kursor), który przesuwamy płynnym ruchem do przodu, wzdłuż czytanego tekstu.